# Salbiomorpha tremulalis
Salbiomorpha tremulalis là một loài bướm đêm trong họ Crambidae.